# Borger.dk
Borger.dkは、デンマークの公共ウェブポータルサービス。デンマーク語で「市民」を意味し、「市民ポータル」と呼ばれることもある。
一元窓口ポータルサイトの成功事例として、2008年の国際連合による電子政府調査や2009年のOECDによる電子政府サービスランキングでも高い評価を獲得しており、世界各国から目指すべき電子政府サービスとして先進事例とみなされている。

## 経緯
デンマークでは1970年代から独立した電子政府システムを構築してきた。それらの各システム間で連携が進んで行き、税、社会保障、医療といった公共サービスポータルを連携させたものが、2007年に導入されたBorger.dkである。
2010年時点のBorger.dkで提供されるサービスは、主なものだけでも社会保障情報、各種給付金関係手続き、医療サービス、税金関連情報、確定申告の手続き、公共機関からの連絡を電子的に受け取るための電子私書箱サービスなど多岐にわたっている。
こういった政府システムの統合化は、2005年6月に各省庁の官僚が横断的に協働する運営委員会が設置されたこと、2008年12月に公営企業KMDが民間に売却されて得た収益20億デンマーク・クローネが推進資金に充てられたことが背景にあるとみられている。

## システム構成
Borger.dkは既存の各種サービスを個々に独立したシステムとして統合するモジュール型システムである。
- Borger.dk
  - 各種社会保障情報・給付金関係サービスのポータル
  - 医療サービスのポータル Sundhed.dk（デンマーク語版）
  - 税務サイトのポータル Skat.dk
  - 電子郵便サービス e-boks.dk
  - 法人支援ポータル Virk（デンマーク語版）